# Торриле
Торриле (итал. Torrile) —  коммуна в Италии, располагается в регионе Эмилия-Романья, подчиняется административному центру Парма.
Население составляет 6693 человека (на 2004 г.), плотность населения составляет 160 чел./км². Занимает площадь 37 км². Почтовый индекс — 43030. Телефонный код — 0521.
Покровителем коммуны почитается святой апостол Павел, празднование 25 января.